# Piscina olimpica
La piscina olimpica, detta anche erroneamente olimpionica, è il modello regolamentare di vasca che viene utilizzato nei giochi olimpici e in tutte le maggiori manifestazioni natatorie.

## Dimensioni

Modello di piscina olimpica

La vasca, come stabilito dalla FINA, deve essere lunga 50 metri e larga 25. È composta da 10 corsie larghe 2,5 metri.
| Lunghezza              | 50 m                                   |
| Larghezza              | 25 m                                   |
| Numero di corsie       | 10                                     |
| Larghezza corsie       | 2,5 m                                  |
| Temperatura dell'acqua | 25 – 28 °C                             |
| Intensità della luce   | > 1500 lux                             |
| Profondità             | Almeno 2 m                             |
| Volume                 | Almeno 2500 m3 in base alla profondità |

Dai blocchi si effettua il tuffo di partenza, con il quale prendono inizio le gare di stile libero, di rana e di delfino. I blocchi sono disposti al centro delle corsie su un lato della vasca, numerati sui quattro lati. La loro altezza varia da 50 a 75 cm rispetto al livello dell'acqua. Invece, nel dorso la partenza è in acqua. Su entrambi i lati della vasca, a 5 metri dalla fine, viene sospesa una fila di bandierine di forma triangolare, a un'altezza di 1,8 metri, per facilitare agli atleti la virata nel dorso.